# Funaria spathulifolia
Funaria spathulifolia là một loài Rêu trong họ Funariaceae. Loài này được (Cardot & Thér.) Broth. mô tả khoa học đầu tiên năm 1909.